# Københavns brand 1795
Københavns brand 1795 var en stor brand i København i 1795. Branden begyndte på flådens område omkring Kongens Nytorv og bredte sig mod vest. Der nedbrændte omkring 900 huse og omkring 6.000 af byens 100.000 indbyggere blev hjemløse. Branden er, sammen med Københavns brand 1728 og saneringer i 1940'erne, en væsentlig årsag til, at der ikke er mange spor af middelalderens København i nutiden.

## Start
Branden begyndte fredag den 5. juni 1795 ved 15-tiden ved flådens gamle leje sydøst for Kongens Nytorv på Gammelholm i flådens lager for kul og tømmer, det såkaldte Dellehave. Da arbejderne var gået hjem varede det længe før slukningsarbejdet gik i gang og af frygt for tyveri var brandhanerne fjernet. Desuden spærrede Holmens folk for det civile brandvæsen, muligvis i den tro, at da det jo var militært område skulle militæret nok selv klare det.
En længere periode uden regn med tørt træværk tilfølge, sammen med et oplag af tovværk og tjære gjorde at ilden hurtigt udviklede sig til en storbrand. Vinden blæste temmelig stærkt og var i østsydøst, og det gjorde at utallige gnister blev ført igennem luften indover byen. På grund af det stærke solskin var små flammer svære at opdage indtil de havde fået bidt sig godt fast. Ilden bredte sig derfor fra Gammelholm til hovedmagasinet langs Holmens Kanal og over Holmens Kanal til kvarteret omkring Sankt Nicolai Kirke og derfra videre langs Gammel Strand til området omkring Nytorv/Gammeltorv.

## Branden i Nicolai Kirke
Netop ved Sankt Nicolai Kirke var efter Københavns brand 1728 blevet oprettet brandslukningsforanstaltninger fordi området var så tæt bebygget. Et bassin der kunne indeholde 400 tønder vand var blevet udgravet. Hertil var bygget et pumpeværk der kunne pumpe vandet igennem en 800 fod lang slange. Trykværket var i stand til at opnå sådan et tryk at man kunne give 1 tønde vand i minuttet med slangen. Men da en gnist antændte tårnet i Nicolai kirke kunne man ikke få fat i nøglen til døren til pumpeværket. Først efter et stykke tid fandt man ud af at slå døren ind i stedet for. Men da havde ilden allerede fået godt fat og beboerne i det omkringliggende kvarter var blevet grebet af panik. Vejene blev så fulde af folk og de flyttelæs med møbler der skulle reddes fra branden at man ikke var i stand til at komme frem med brandslangen. Snart brændte kirken til grunden og med den trykværket. Derved stod Sankt Nicolai kvarteret ikke til at redde.

## Branden bekæmpes
De fleste af beboerne i de brandtruede kvarterer valgte af flygte fra området, men nogle steder blev beboerne i deres huse og bekæmpede branden. Således i de første 3 til 4 huse i Østergades nordlige side. Her havde folk fordelt sig overalt i og på huset, bevæbnede med spande og rigelige mængder vand. De forhindrede ilden i at tage fat og reddede derved samtidig Købmagergade, da den ellers uundgåeligt ville have spredt sig videre dertil.
Konferensråd Carsten Ankers gård på hjørnet af Vingårdsstræde og Kongens Nytorv blev reddet ved at dække den og en sammenhængende bindingsværkbygning med sejldug der konstant blev overhældt med vand.
Justitsråd Peter Uldall reddede sin gård i Vimmelskaftet ved at betale et stort mandskab til at blive på stedet og slukke alle gløder. Det forhindrede også ilden fra at sprede sig til den nordlige side af pladsen, så kun den sydlige side brændte ned.

## Brandens følger
Branden døde ud søndag den 7. juni omkring kl. 16 og havde da fortæret 909 huse mens 74 var delvist skadet. Knap 6.000 af hovedstadens lige under 100.000 indbyggere var dermed gjort hjemløse. Til alt held var det sommer og mange af de hjemløse kunne dermed slå sig ned i telte eller under åben himmel. Et stort antal af dem slog sig ned i ruinerne af det nyligt nedbrændte Christiansborg Slot, hvis murrester var af en sådan størrelse, at en hel familie kunne have en bolig i en vinduesniche. Også staldene brugtes som bolig.
Branden gjorde, sammen med Københavns brand 1728, at stort set hele middelalderdelen af København nedbrændte, således at der i dag er meget få huse fra før 1700-tallet tilbage i den del af København.
Branden var en stærkt medvirkende faktor til, at Danmarks første realkreditinstitut, Kreditkassen for Husejerne i Kjøbenhavn, blev oprettet i 1797.
Efter branden blev en stort anlagt plan, udarbejdet af stadskonduktør Jørgen Henrik Rawert og stadsbygmester Peter Meyn. I denne blev det besluttet at nyopførte huse skulle være grundmurede (ikke bindingsværk) ligesom at hjørnehuses gavle skulle være knækkede så brandvæsenets lange stigevogne lettere kunne komme rundt i svingene. Desuden skulle gaderne udrettes, så godt det kunne lade sig gøre.

## De ramte gader
- Delvist afbrændte:

- Østergade (den øverste sydlige ende)
- Amagertorv (den sydlige side)
- Vimmelskaftet (den sydlige side)
- Snaregade (den nordlige side)
- Skindergade (den vestlige ende)
- Farvergade (den nordlige side)

- Fuldstændig nedbrændte:

- Smågaderne omkring Nicolai Kirke
- Begge Kirke- og Færgestræderne
- Højbrostræde
- Læderstræde
- Knabrostræde
- Nygade
- Skovbogade
- Klædeboderne
- Ved Stranden
- Kompagnistræde (det meste)
- Hyskenstræde
- Badstuestræde
- Gammel- og Nytorv
- Rådhusstræde
- Lavendelstræde
- Kattesundet
- Frederiksberggade
- Vestergade
- Studiestræde
- Sankt Pedersgade
- Begge Larsbjørnstræderne
- Teglgårdstræde

## Ekstern kilde/henvisning
- Københavns Historie. Bind 3 – Storhandelens by. 1728-1830 af Sv. Cedergreen Bech mfl. Gyldendalske Boghandel 1981. ISBN 87-01-52571-9 [KH3]
- Kjøbenhavns Beskrivelse af Rasmus Nyerup, Prost og Storcks Forlag, 1800, s. 196-207.
- Branden i Kiøbenhavn 1795 af G. L. Lahde, Fotografisk reproduktion af Antikvariat Richard Levin & Co Aps, 1977.

55°42′N 12°36′Ø / 55.7°N 12.6°Ø